# Ланды (природная область)

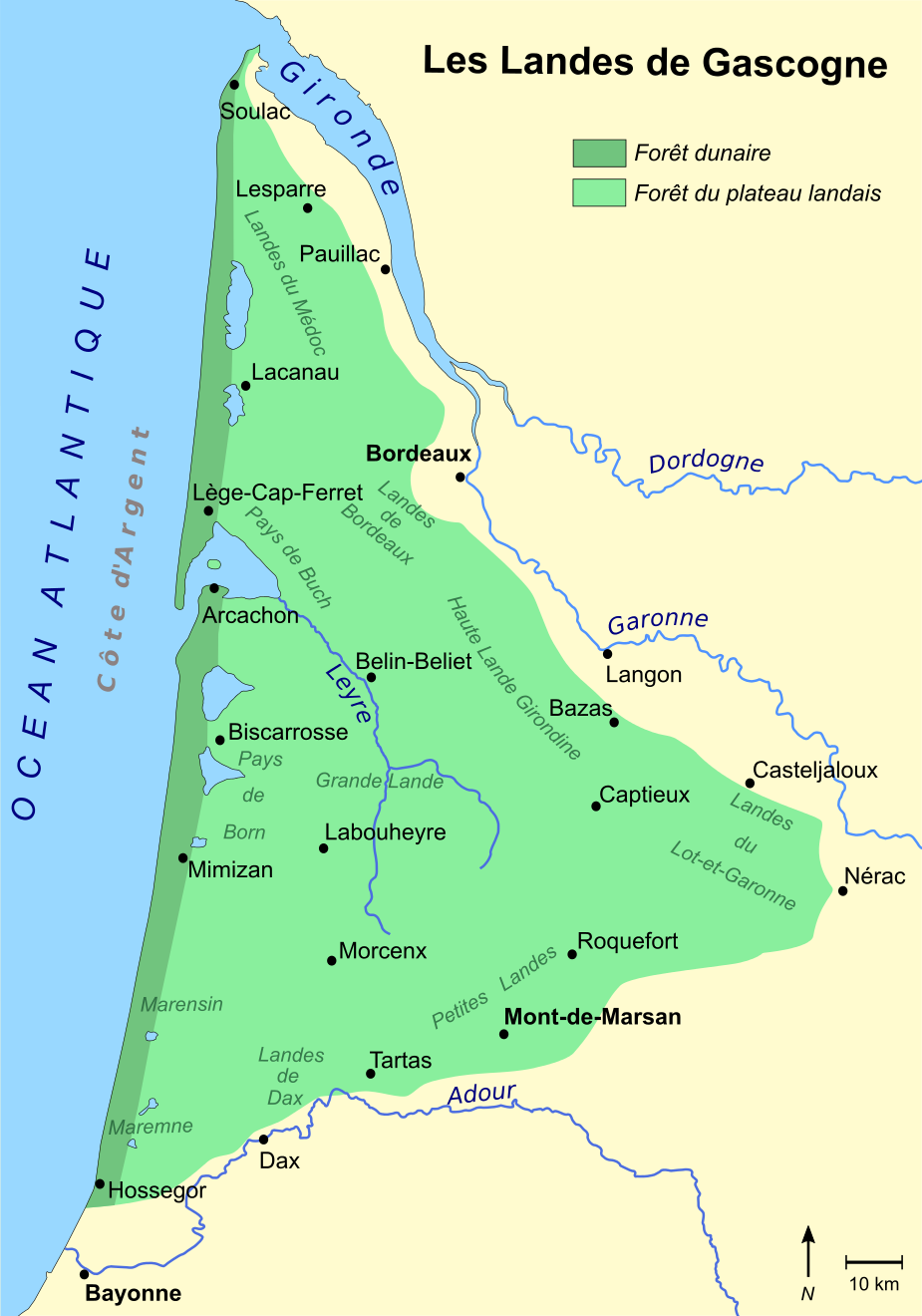
Ланды (зелёная область) и Серебряный берег (жёлтая)

Ла́нды (Гасконские Ланды, фр. Les Landes de Gascogne) — природная область на юго-западе Франции. Включает департаменты Жиронда, Ланды и Ло-и-Гаронна.
Ланды представляют собой наклонённую равнину между Атлантическим океаном и Пиренеями. На равнине преобладают песчаные почвы. Ланды отделены от океана песчаными дюнами, предотвращающими попадание пресной воды в океан. Поэтому исторически Ланды были заболоченной областью, и лишь в конце XVIII и начале XIX веков здесь были проведены мелиорационные работы, в частности, проведены посадки леса. В результате бедная местность, плохо приспособленная для сельского хозяйства, превратилась в самый большой во Франции лесной массив, получивший название лес в Ландах. Это превращение также существенно изменило экономику и культуру региона за период менее ста лет. Пастбища сменились заготовкой леса. Попытки индустриализировать сельское хозяйство не имели успеха до 1960-х годов, когда в Ландах начали сажать кукурузу.
Литораль, называемая Серебряный берег, начала играть важную роль с развитием туризма и пляжного отдыха в середине XIX века. В 1841 году в Ланды была проведена железная дорога, сначала до Ла-Тест-де-Бюш, затем до Байонн. Туризм до сих пор остаётся важным источником сезонной работы в области.
Лес в Ландах является одним из основных источников дохода в Аквитании.
Основные города: Ла-Тест-де-Бюш, Аркашон, Дакс, Мон-де-Марсан.

## Границы
Ланды ограничены:
- С запада Атлантическим океаном;
- С северо-востока винодельческими регионами Медок, Борделе, Базаде, Кейран (вдоль реки Гаронна);
- С юго-востока областями Альбре, Тенарез, Арманьяк, Турсан, Шалосс, Орт, Сеньянкс (частично вдоль реки Адур).

## Лесной массив

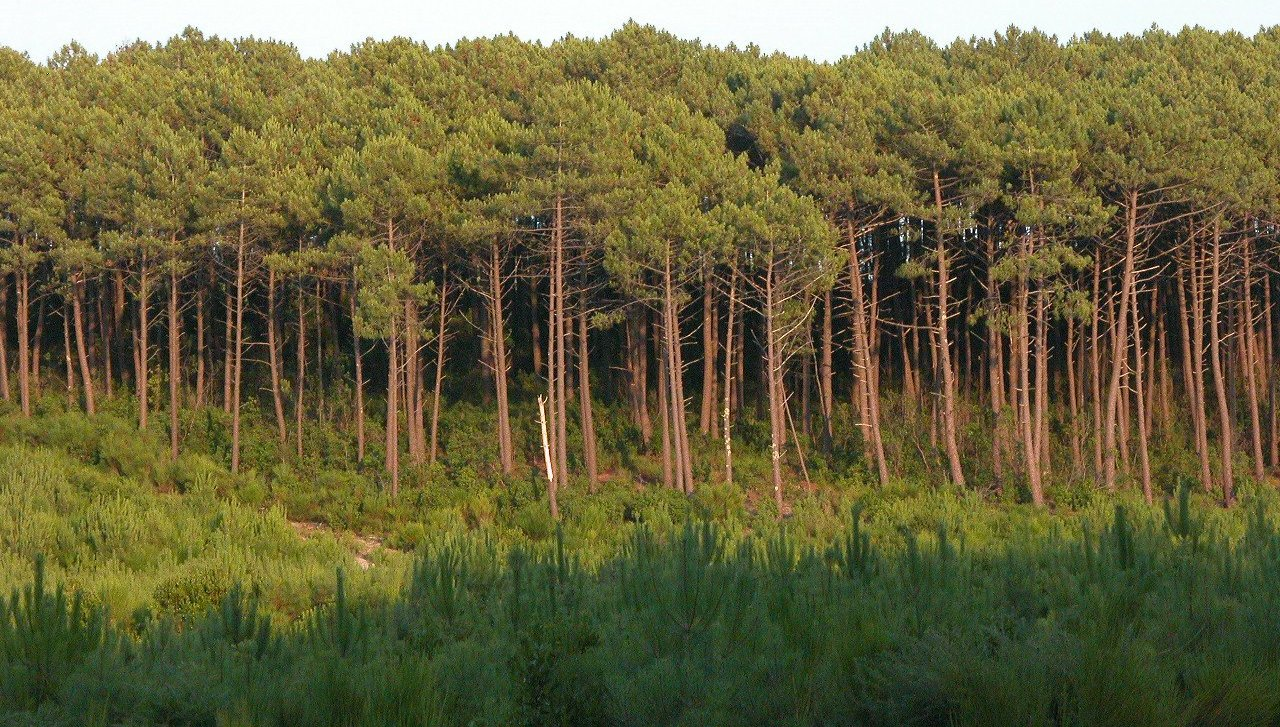
Лес Ландов

Лесной массив в Ландах занимает площадь около миллиона гектар в форме треугольника, в вершинах которого находятся Сулак, Нерак и Оссегор. Сосновый лес занимает большую часть департаментов Жиронда и Ланды, а также запад департамента Ло-и-Гаронна. До начала систематической посадки деревьев в дюнах и на равнине лес занимал лишь 200 тысяч гектар. 80 % деревьев — сосны, остальные — дуб, вяз, липа, каштан, ольха, лавр, земляничное дерево, слива, яблоня, вишня и другие.
Хотя лес в Ландах часто описывают как монотонный, он характеризуется разнообразием пейзажей. На севере сосны соседствуют с виноградниками. Здесь также сохранились традиционные дома. На юге сосновые леса постепенно переходят в холмы Шалосс и затем в предгорья Пиренеев, силуэты самих Пиренеев видны вдали. На океанском побережье подлесок существенно отличается от подлеска в глубине массива и состоит из земляничного дерева, каменного дуба и пробкового дуба. Главная река лесного массива — Лер.

## История

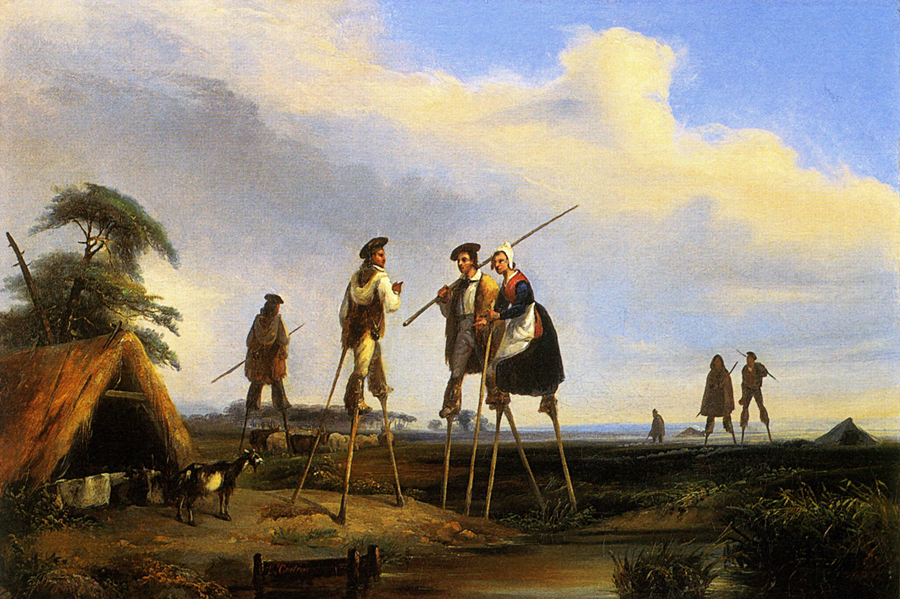
Жан-Луи Жинтрак (1808—1886), «Жители Ландов», Музей изящных искусств, Бордо

До середины XIX века земля в Ландах была крайне неплодородной. Крестьяне жили в маленьких, далеко отстоящих друг от друга хуторах и выращивали рожь и просо, что и составляло основу их благосостояния, а также разводили овец, удобрявших землю. В это время обычным способом передвижения была ходьба на ходулях, позволявшая передвигаться по грязи и болоту быстрее, чем пешком. Были часты эпидемии малярии. Попытки ввести новые сельскохозяйственные культуры, в частности, рис и табак, не увенчались успехом.
В конце XVIII века по заказу властей края Пеи-де-Бюш инженер ведомства мостов и дорог Николя Бремонтье впервые укрепил прибрежные дюны, разрушение которых угрожало бы близлежащим жилищам, а также провёл дренаж земли в Ландах. В дальнейшем работы продолжились. Обнаружилось, что в естественных условиях в Ландах может расти только сосна. 19 июня 1857 года был принят закон, обязывающий все коммуны в Ландах засадить сосновым лесом территории, не используемые для сельского хозяйства.
Традиционным промыслом в Ландах является добыча смолы. Первые сборщики смолы работали у берега океана ещё до крупномасштабных посадок леса. Дёготь, получавшийся из сосновой смолы, использовался в кораблестроении. После посадок промысел существенно расширился и распространился на весь лесной массив. До 1950-х годов он составлял основу экономики региона. 70 % смолы шло на производство канифоли, 20 % — скипидара. Добыча смолы прекратилась лишь в 1980-е годы. В наши дни лес используется главным образом для производства бумаги. Другим важным источником дохода региона с начала XX века является туризм.

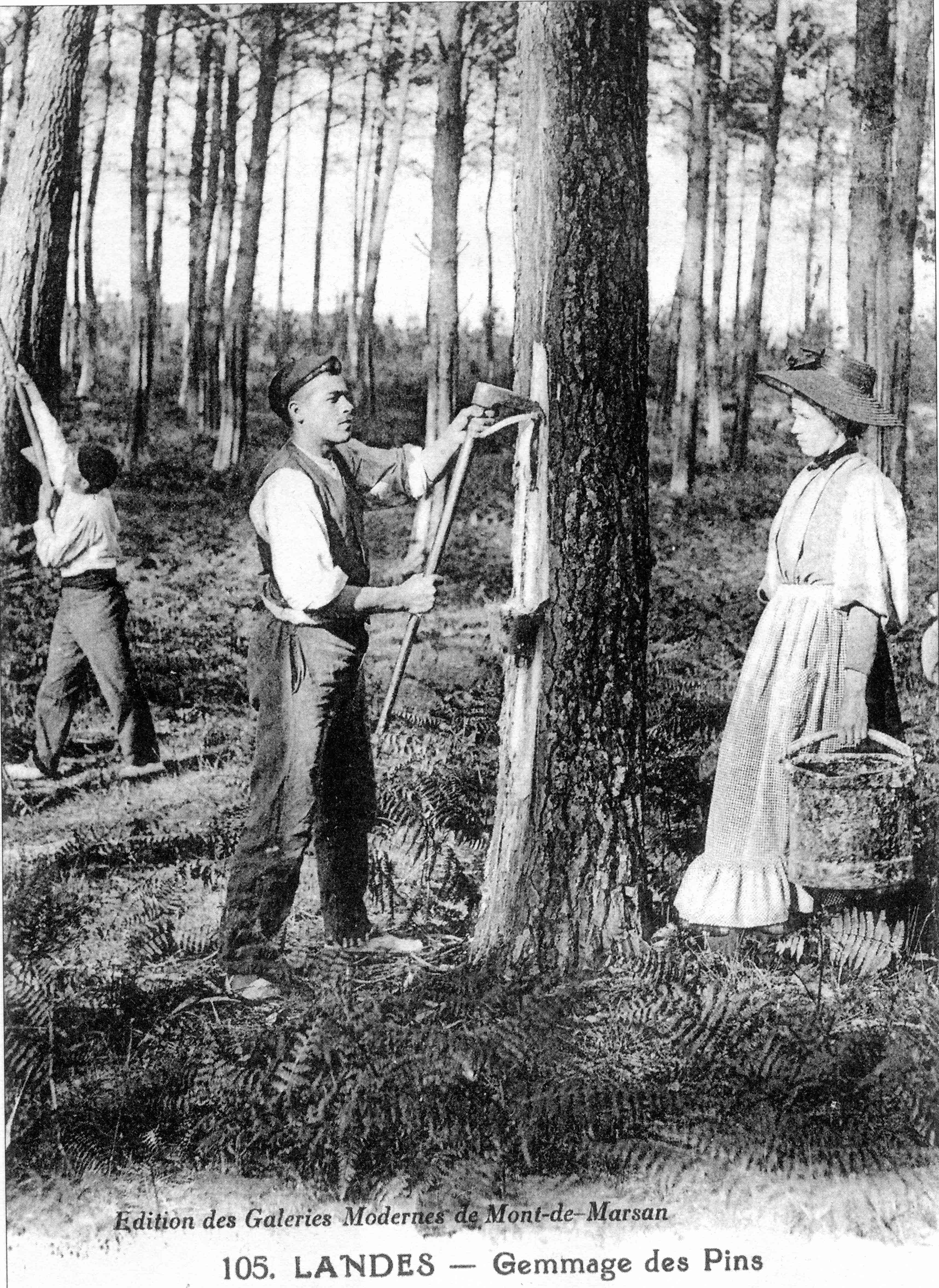
Добыча смолы в Пеи-де-Бюш

До укрепления прибрежных дюн ветер постоянно переносил песок в больших количествах во внутренние области Ландов. Многие деревни из-за этого пришлось переносить на другое место или строить заново. Работы по укреплению дюн были поддержаны правительством Франции и закончены в 1876 году.
При изменении административного деления Франции, последовавшего во время Великой французской революции, несмотря на предложения образовать департамент Эра, включавший в себя все Ланды, регион оказался разбитым на три департамента, в каждый из которых вошли и земли, не имеющие отношения к Ландам.

## Фильмография
- «Занимательно обо всем. Ланды» (фр. C'est pas sorcier. Landa) — научно-популярный фильм, снятый в 1994 году.